# Hegyi mézevő
A hegyi mézevő (Meliphaga montana) a madarak (Aves) osztályának a verébalakúak (Passeriformes) rendjébe, ezen belül a mézevőfélék (Meliphagidae) családjába tartozó faj.
A magyar név forrással nincs megerősítve.

## Előfordulása
Indonézia és Pápua Új-Guinea területén honos.

## Alfajai
- Meliphaga montana aicora
- Meliphaga montana germanorum
- Meliphaga montana huonensis
- Meliphaga montana margaretae
- Meliphaga montana montana
- Meliphaga montana sepik
- Meliphaga montana steini